# Günter Eymael
Günter Eymael (* 12. Februar 1952 in Ürzig an der Mosel) ist ein deutscher Winzer und Politiker (FDP). Er gehörte von 1987 bis 2011 mit Unterbrechungen dem rheinland-pfälzischen Landtag an.

## Leben und Beruf
Nach dem Realschulabschluss 1967 absolvierte Eymael zunächst eine Winzerlehre, die er 1969 mit der Gehilfenprüfung abschloss. Ab 1970 besuchte er die Fachhochschule Wiesbaden und studierte am Studienort Geisenheim Weinbau und Oenologie. Er schloss dort 1973 mit dem akademischen Grad Diplom-Ingenieur für Weinbau ab. Von 1974 bis 1976 leistete er Wehrdienst bei der Bundeswehr. Anschließend führte Eymael als Selbstständiger den eigenen Weinbaubetrieb. Eymael ist seit 1981 stellvertretender Vorsitzender des Bundes Deutscher Oenologen.

## Politik
Eymael trat 1973 in die FDP ein. Er war von 1978 bis 1982 Vorsitzender des FDP-Stadtverbandes und von 1980 bis 1990 Vorsitzender des FDP-Kreisverbandes Bad Dürkheim. 1983 wurde er in den Landesvorstand der FDP Rheinland-Pfalz gewählt und 1988 übernahm er den Vorsitz des FDP-Bezirksverbandes Pfalz. Er war 20 Jahre lang (1979 bis 1999) Mitglied des Stadtrates in Bad Dürkheim, dem er seit 2009 wieder angehört. Von 1989 bis 1991 war er zugleich Mitglied des Kreistages im Landkreis Bad Dürkheim.
Bei der Landtagswahl 1987 wurde Eymael in den Landtag von Rheinland-Pfalz gewählt, dem er bis 1991 als stellvertretender Vorsitzender der FDP-Landtagsfraktion angehörte. Gleichzeitig war er Mitglied des Ausschusses für Landwirtschaft, Weinbau und Forsten, des Medienpolitischen Ausschusses und des Untersuchungsausschusses „Spielbankkonzessionen und Rundfunklizenzen“.
Eymael war ab 1991 als Ministerialdirektor im Ministerium für Landwirtschaft, Weinbau und Forsten tätig und wurde noch im selben Jahr zum Staatssekretär ernannt. Ab 1994 bekleidete er das Amt als Staatssekretär im Ministerium für Wirtschaft, Verkehr, Landwirtschaft und Weinbau. Bei der Landtagswahl 1996 wurde er erneut in den Landtag gewählt, verzichtete aber am 21. Mai 1996 auf sein Mandat, um den Posten als Staatssekretär weiter auszuüben. Für ihn rückte Matthias Frey in den Landtag nach. Dasselbe procedere fand 2001 statt; dieses Mal rückte Reinhold Hohn für ihn nach. Nach der Landtagswahl 2006 wurde eine SPD-Alleinregierung gebildet, weshalb er als Staatssekretär ausschied.
Eymael war ab 2006 erneut Landtagsabgeordneter und wurde zum Parlamentarischen Geschäftsführer der FDP-Landtagsfraktion gewählt. Er gilt aufgrund seiner Ausbildung als Experte im Bereich Weinbau und war Sprecher der FDP für Landwirtschaft und Weinbau sowie Wirtschaft und Verkehr. In der 15. Wahlperiode war er Mitglied des Ältestenrates, des Ausschusses für Wirtschaft und Verkehr und des Untersuchungsausschusses „Nürburgring GmbH“. Bei der Landtagswahl 2011 wurde er nicht wiedergewählt.
Eymael ist seit den Kommunalwahlen 2004 Mitglied im Bezirkstag der Pfalz. Er war 2009 Mitglied der 13. Bundesversammlung und 2010 Mitglied der 14. Bundesversammlung in Berlin.
Am 13. März 2016 wurde Eymael zum Ortsvorsteher von Bad Dürkheim-Seebach gewählt und bei den Kommunalwahlen 2019 und 2024 in seinem Amt bestätigt.